# Cichlasoma atromaculatum
Cichlasoma atromaculatum är en fiskart som beskrevs av Regan 1912. Cichlasoma atromaculatum ingår i släktet Cichlasoma och familjen Cichlidae. Inga underarter finns listade i Catalogue of Life.